# Котлубай, Ксения Ивановна
Ксе́ния Ива́новна Котлуба́й (урождённая Шпита́льская, сценический псевдоним Ла́нина; 22 или 23 октября 1890 — 29 мая 1931, Москва) — драматическая актриса, театральный режиссёр и педагог. Заслуженная артистка Республики.

## Биография
В бытность студенткой Московского коммерческого института она, как и многие молодые люди в то время, увлеклась театром и системой Станиславского. В те годы в Москве появлялось много молодёжных театральных студий. Одна из них была создана в 1913 году московскими студентами, учащимися московских учебных заведений. В числе инициаторов и создателей Студенческой драматической студии была юная Ксения Ивановна. Студенты жаждали играть спектакли по системе Станиславского, а для этого им требовался режиссёр-педагог. Долго никто из профессионалов не соглашался на их просьбы, пока, наконец, не нашёлся единственный, взявшийся за это — ученик Станиславского, артист МХТа Евгений Багратионович Вахтангов. 27 ноября (10 декабря) 1913 года состоялось совместное собрание, на котором было принято решение о руководстве Вахтангова. Во всем этом деятельное участие принимала Ксения Котлубай. Она стала верной и ближайшей помощницей Вахтангова, его ученицей, его последователем и вскоре сама стала преподавателем студийцев.
В первом же студийном спектакле «Усадьба Ланиных» Бориса Зайцева в 1914 году она сыграла Ксению Ланину. Спектакль с треском провалился, но разгромные рецензии уже не могли отвернуть студийцев от театрального дела, а сама Ксения Котлубай стала использовать имя своей героини Ланиной как псевдоним.
В следующей постановке Вахтангова — «Чудо святого Антония» Мориса Метерлинка она играла м-ль Ортанс и Вирджинию. Эта постановка была признана настолько удачной, что студия Вахтангова вошла в состав МХТ как третья студия. Однако не все студийцы с этим согласились и требовали самостоятельности. Возникли споры и разногласия, которые особо усилились после смерти Вахтангова в 1922 году.

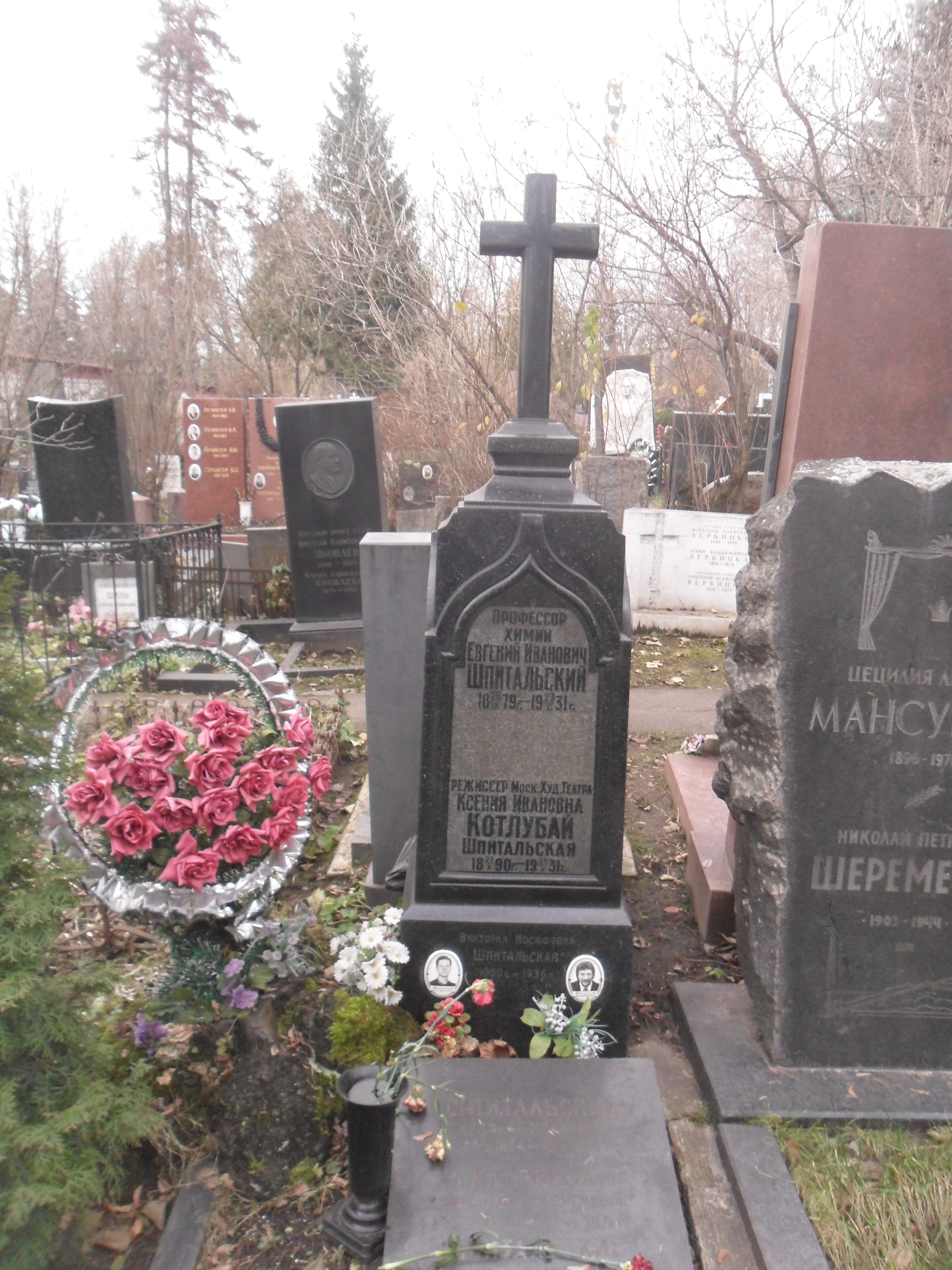
Могила Котлубай на Новодевичьем кладбище Москвы.

Ситуация сложилась настолько острая, что актёры-вахтанговцы избрали свой художественный совет, куда, среди прочих, вошла и Ксения Котлубай, а МХАТовская администрация в противовес этому направила своего режиссёра — Юрия Завадского, но тот, не пожелав бороться за власть, решил там не задерживаться. Ксения Котлубай относилась к не пожелавшим отклоняться от власти МХАТа, полагая, что Вахтанговская студия без своего руководителя и учителя не сумеет выжить и превратиться в настоящий профессиональный театр. В 1922 году она была вынуждена покинуть студию, полностью перейдя во МХТ и Оперную студию Немировича-Данченко, где работала до конца своих дней.
Как режиссёр, поставила несколько спектаклей, преподавала актёрское мастерство. Среди её учеников были будущая советская кинозвезда Любовь Орлова и актер, режиссер, создатель Центрального театра кукол Сергей Образцов.
Скончалась 29 мая 1931 года, пережив ровно на девять лет своего учителя Евг. Вахтангова.

## Режиссёрские работы
- 1924 — «Карменсита и солдат» по П. Мериме, музыка Ж. Бизе (Музыкальная студия МХАТа под руководством Немировича-Данченко; совместно с Л. Баратовым; руководитель постановки Немирович-Данченко)
- 1926 — «Алеко» Рахманинова
- 1930 — «Северный ветер», опера Л. Книппера (под руководством Л. Баратова)
- 1929 — «Дядюшкин сон» по Достоевскому (МХАТ, драматическая сцена; художественный руководитель постановки В. И. Немирович-Данченко)